# Wharton (Ohio)
Pour les articles homonymes, voir Wharton.
Wharton est un village américain situé dans le comté de Wyandot, dans l'Ohio. Selon le recensement de 2010, sa population est de 358 habitants.